# Хромозом 15 (човек)
Хромозом 15 је аутозомни хромозом петнаести по величини у хуманом кариотипу. Према положају центромере припада акроцентричним хромозомима. Према Денверској конференцији из 1960. године сврстан је у D групу. Изграђен је од 106 милиона парова база ДНК што представља 3-3,5% укупне количине ДНК у ћелији.

## Мапирани гени и болести/поремећаји
Гени мапирани на овом хромозому узрокују следеће болести и поремећаје:
- склоност есенцијаној хипертензији
- дифузни, крупноћелијски лимфом
- Prader-Willi синдром
- Angelmann-ov синдром
- Gricellijev синдром
- Shprintzen-Goldberg синдром
- Блумов синдром
- Prader-Willi-Angelmann синдром
- Теј-Саксова болест
- отоскелроза
- карцином дебелог црева
- дислексија
- гинекомастија
- албинизам, окулокутани, тип 2 и очни
- инсулин-заисна шећерна болест
- јувенилна мијоклонична епилепсија
- ноћна епилепсија, чеоног лобуса, тип 2